# Big Mike (rapper)
Big Mike (artiestennaam van Michael Barnett, New Orleans, 27 september 1971) is een Amerikaans rapper. Zijn soloalbums Somethin' serious (1994), Still serious (1997) en Hard to hit (1999) belandden in de Billboard 200 en piekten op respectievelijk #40, #16 en #63. Hij heeft werk opgenomen met artiesten als Scarface, Bushwick Bill, The Notorious B.I.G., Busta Rhymes, Rick Ross, Redman en Snoop Dogg. Zijn muziek belandde op de soundtracks van Dangerous Minds, 8 Mile en Ride.

## Biografie
Barnett werd op 27 september 1971 geboren in New Orleans. Hij groeide op in zowel New Orleans als Houston. Zijn carrière ging van start nadat hij door Tony Draper, oprichter van Suave House Records, geïntroduceerd werd - en uiteindelijk tekende - bij Rap-A-Lot Records.
Zijn eerste uitgave was afkomstig van het muzikale project Convicts, een groep waarin hij samenwerkte met zijn eveneens uit Houston afkomstige goede vriend 3-2. Het project vergaarde bekendheid in de undergroundscene en wist de aandacht op zich te vestigen van Death Row Records. Gedurende het opnameproces van het titelloze debuutalbum Convicts (1991) met het label werd Barnett de kans geboden om een plaat op te nemen met Geto Boys die aangesloten waren bij Rap-A-Lot. Hij accepteerde het aanbod nadat Geto Boys' Willie D kortstondig vertrok.
Samen met Scarface en Bushwick Bill bracht hij het album Till death do us part (1993) uit. Dit album werd in eerste instantie matig ontvangen maar leverde de groep toch een gouden plaat op. Na een handgemeen tussen Barnett en Scarface werd Barnett uit de groep gezet. Hij gaf hierop het soloalbum Somethin' serious uit. Het leverde hem in 1995 een nominatie op voor een Source Award in de categorie voor Lyricist of the year. Andere genomineerden waren Nas, The Notorious B.I.G. en Redman. Het succes van Somethin' serious bracht Barnett in een positie waarin hij nog twee soloalbums kon uitbrengen, Still serious (1997) en Hard to hit (1999), die eveneens goed ontvangen werden.
In 2004 kwam Barnett vrij nadat hij 3,5 jaar in de gevangenis had gezeten wegens brandstichting in een studio die gelieerd was aan Rap-A-Lot Records. Hierop volgden de uitgaves van Keep it playa (2006) en Serious as can be (2009).

## Discografie

### Soloalbums
- Somethin' serious, 1994
- Still serious, 1997
- Hard to hit, 1999
- Nawlins phats, 2005
- Keep it playa, 2006
- Serious as can be, 2009
- Fast boy music, 2013
- O.G. Big Mike, 2017

### Samenwerkingen
- Convicts, 1991 (Convicts)
- Till death do us part, 1993 (Geto Boys)